# Мари Мејнард Дејли
Мари Мејнард Дејли (Корона, Квинс, 16. април 1921 — Њујорк, 28. октобар 2003) је била америчка биохемичарка. Била је прва Афроамериканка која је добила докторат на Универзитету Колумбија и прва афроамеричка жена у Сједињеним Државама која је стекла докторат из хемије. Дејли је дала важан допринос у четири области истраживања: хемији хистона, синтези протеина, односима између холестерола и хипертензије и преузимању креатина у мишићним ћелијама.

## Образовање
Дејли је похађала средњу школу Хантер колеџа, школу за девојчице којом управља факултет Хантер колеџа где је била подстакнута да се бави хемијом. Затим је уписала Квинс колеџ, малу, прилично нову школу у Флашингу, у Њујорку. Живела је код куће да би уштедела новац и дипломирала је са великим успехом на Квинс колеџу са дипломом хемије 1942. По дипломирању, проглашена је за стипендисту Квинс колеџа, што је част која се додељује за 2,5% најбољих студената у класи.
Недостатак радне снаге и потреба за научницима да подрже ратне напоре омогућили су Дејли да стекне стипендије за студије на Универзитету у Њујорку и Универзитету Колумбија за мастер и докторат.
Дејли је радила као лабораторијски асистент на Квинс колеџу док је студирала на Универзитету у Њујорку за магистратуру из хемије, коју је завршила 1943. године. Постала је тутор хемије на Квинс колеџу и уписала докторски програм на Универзитету Колумбија, где ју је надгледала Мери Летиција Колдвел, за докторску тезу под називом „Студија производа насталих дејством панкреасне амилазе на кукурузни скроб“ и докторирала на хемији 1947.

## Каријера
Дејли је радила као инструктор физичке науке на Универзитету Хауард од 1947. до 1948. док је истовремено спроводила истраживања под вођством Хермана Брансона. Након што јој је додељена стипендија Америчког друштва за борбу против рака као подршка њеном постдокторском истраживању, придружила се групи Алфреда Е. Мирског на Рокфелеровом институту, која је проучавала ћелијско језгро и његове састојке. Ово је био почетак седмогодишњег истраживачког програма на Рокфелеровом институту за медицину, где је Дејли испитивала како се протеини граде у телу. У то време, структура и функција ДНК још нису биле познате.
Дејли је почела да ради на Колеџу лекара и хирурга на Универзитету Колумбија 1955. године. У сарадњи са Квентином Б. Демингом проучавала је артеријски метаболизам. Наставила је овај посао као асистент професора биохемије и медицине на Медицинском колеџу Алберт Ајнштајн на Универзитету Јешива, где су се она и Деминг преселили 1960. Од 1958. до 1963. такође је радила као истражитељ за Америчко удружење за срце.
Током својих последњих година на колеџу Алберт Ајнштајн, напорима Мари Дејли да повећа упис мањина у професионалне и постдипломске школе, помогла је у вођењу програма Мартин Лутер Кинг - Роберт Ф. Кенеди како би помогла у припреми црних студената за пријем. Године 1971. унапређена је у звање ванредног професора.
Године 1975, Дејли је била једна од 30 научница из мањина које су присуствовале конференцији на којој се испитују изазови са којима се суочавају жене из мањина у областима математике, инжењерстве, технологије и науке. Конференцију је одржало Америчко удружење за унапређење науке. Ово је резултирало објављивањем извештаја, The Double Bind: The Price of Being a Minority Woman in Science (Двострука веза: цена припадности жена из мањина у науци) (1976) који је дао препоруке за регрутовање и задржавање жена научника из мањина.
Мари Дејли је две године била члан одбора гувернера Њујоршке академије наука. Била је члан Америчког удружења за унапређење науке и Америчког друштва за рак. 
Дејли се пензионисала 1986. са Медицинског колеџа Алберт Ајнштајн, а 1988. основала је стипендију за афроамеричку хемију и физику на Квинс колеџу у знак сећања на свог оца. Године 1999. проглашена је од стране Националног техничког удружења као једна од 50 најбољих жена у науци, инжењерству и технологији.

## Истраживања

### Хистони
Дејли је била посебно заинтересована за нуклеинске протеине. Развила је методе за фракционисање нуклеинског материјала и одређивање његовог састава. Било је битно раздвојити ћелијски материјал на све његове компоненте, а да се ниједна од њих не уништи или изгуби.
Проучавала је хистоне, протеине који се налазе у ћелијским језгрима, и била у стању да прикаже састав аминокиселина различитих фракција хистона. Њене студије хистона са А. Мирским пружиле су доказе за хистоне богате лизином, за разлику од хистона богатих аргинином које је описао Албрехт Косел. Од тада се показало да су хистони важни у експресији гена. Њен рад на хистонима се сада сматра фундаменталним.

### Протеини и нуклеинске киселине
Дејли је развила методе за одвајање језгара ткива и мерење базног састава пурина и пиримидина у нуклеинским киселинама дезоксипентозе. Она је, између осталог, закључила да „никакве друге нуклеобазе осим аденина, гуанина, тимина и цитозина нису биле присутне у значајним количинама“.
Истраживала је синтезу протеина, укључујући улогу цитоплазматског рибонуклеопротеина у синтези протеина. Користећи радиоактивно обележену аминокиселину глицин, успела је да измери како се метаболизам протеина променио у условима храњења и гладовања код мишева. Ово јој је омогућило да прати активност цитоплазме док се радиоактивно обележени глицин преноси у ћелијско језгро.
Године 1953. Џејмс Вотсон и Франсис Крик су описали структуру ДНК. Примајући Нобелову награду за ово дело 1962. године, Вотсон је цитирао један од радова Мари Дејли на тему „Улога рибонуклеопротеина у синтези протеина“ као допринос његовом раду. После 1953. године, поље истраживања ћелијског језгра било је преплављено могућностима финансирања.

### Холестерол и хипертензија
Дејли и њене колеге урадиле су неке од најранијих радова у вези са утицајем исхране на здравље срчаног и циркулаторног система. Истраживали су утицај холестерола, шећера и других хранљивих материја. Била је прва која је установила да је хипертензија претеча атеросклерозе, и прва која је идентификовала везу између холестерола и зачепљених артерија, што је важно откриће у разумевању начина на који настају срчани удари.
Посебно ју је занимало како хипертензија утиче на циркулаторни систем. Она је показала да висок унос холестерола у исхрани доводи до зачепљења артерија, а да је хипертензија убрзала овај ефекат. Проучавала је ефекте исхране на хипертензију и открила да су и холестерол и шећер повезани са хипертензијом. Истражујући старење, она је сугерисала да хипертрофија глатких мишића због старења може имати узрочну улогу у хипертензији и атеросклерози. Дејли је такође била рани истраживач утицаја дима цигарета на плућа и хипертензију.

### Креатин
Седамдесетих година 20. века Дејли је почела да проучава унос креатина у мишићне ћелије, што је важна тема истраживања у системима за рециклирање енергије мишића. Њено „Усвајање креатина од стране култивисаних ћелија“ (1980) описује услове под којима мишићна ткива најбоље апсорбују креатин.

## Лични живот
Постоје ограничене информације о њеном личном животу и мотивацији за науку. Њен отац, Иван К. Дејли, емигрирао је из Британске Западне Индије, нашао посао као поштански службеник и на крају се оженио са Хелен Пејџ из Вашингтона. Живели су у Њујорку, а Мари је рођена и одрастала у Корони, у Квинсу. Често је посећивала баку и деду по мајци у Вашингтону, где је читала о научницима и њиховим достигнућима у обимној библиотеци свог деде. Посебно су је импресионирали Ловци на микробе Пола де Круифа, дело које је утицало на њену одлуку да постане научник.
На Дејлино интересовање за науку утицао је и њен отац, који је похађао Универзитет Корнел са намером да постане хемичар, али није могао да заврши своје образовање због недостатка средстава. Дејли је тако употпунила очеву амбицију дипломирањем хемије. Годинама касније, основала је фонд за стипендирање Квинс колеџа у његову част како би помогла студентима мањина на смеру хемије или физике.
Дејли се удала и узела име Мари Мејнард Дејли Кларк. Њен муж је умро пре ње и нису имали деце. Умрла је 28. октобра 2003.

## Наслеђе
Дана 26. фебруара 2016. године, оснивач нове основне школе P.S.360Q, господин Р. Емануел-Кук, најавио је да ће школа добити назив „The Dr. Marie M. Daly Academy of Excellence“. Поред тога, Ајнштајн колеџ је такође направио годишње меморијално предавање под називом The Marie M. Daly Memorial Celebration, које спонзорише одсек за биомедицинске науке и Удружење научника мањина Ајнштајн. Сваке године се позивају гости предавачи да одрже предавање наглашавајући разноликост и допринос мањина науци.

## Изабрана библиографија
- Daly, Marie M.; Mirsky, A.E. (јун 1949). „Chromatography of Purines and Pyrimidines on Starch Columns”. Journal of Biological Chemistry. 179 (2): 981—982. PMID 18150028. doi:10.1016/S0021-9258(19)51291-1 .
- Daly, M.M.; Allfrey, V.G.; Mirsky, A.E. (20. 5. 1950). „Purine and Pyrimidine Contents of Some Desoxypentose Nucleic Acids” (PDF). Journal of General Physiology. 33 (5): 497—510. PMC 2147206 . PMID 15422104. doi:10.1085/jgp.33.5.497.
- Daly, Marie; Mirsky, A.E.; Ris, Hans (20. 3. 1951). „The Amino Acid Composition and Some Properties of Histones” (PDF). The Journal of General Physiology. 34 (4): 439—450. PMC 2147226 . PMID 14824510. doi:10.1085/jgp.34.4.439.</ref>
- Daly, Marie M.; Mirsky, A.E. (новембар 1952). „Formation of Protein in the Pancreas”. Journal of General Physiology. 36 (2): 243—254. PMC 2147369 . PMID 13011280. doi:10.1085/jgp.36.2.243.
- Daly, Marie M.; Allfrey, V.G.; Mirsky, A.E. (новембар 1952). „Uptake of Glycine-N15 by Components of Cell Nuclei” (PDF). Journal of General Physiology. 36 (2): 173—179. PMC 2147362 . PMID 13011275. doi:10.1085/jgp.36.2.173.
- Allfrey, V.; Daly, M.M.; Mirsky, A.E. (20. 11. 1953). „Synthesis of protein in the pancreas. II. The role of ribonucleoprotein in protein synthesis.”. Journal of General Physiology. 37 (2): 157—175. PMC 214743 . PMID 13109153. doi:10.1085/jgp.37.2.157.
- Mirsky, A.E.; Allfrey, V.G.; Daly, M.M. (септембар 1954). „The Uptake of N15-Labelled Glycine by Liver Proteins”. Journal of Histochemistry and Cytochemistry. 2 (5): 376—377. PMID 13192326. doi:10.1177/2.5.376.
- Daly, M.M.; Mirsky, A.E. (јануар 1955). „Histones With High Lysine Content”. Journal of General Physiology. 38 (3): 405—413. PMC 2147486 . PMID 13221780. doi:10.1085/jgp.38.3.405.
- Allfrey, V.G.; Daly, M.M.; Mirsky, A.E. (20. 1. 1955). „Some Observations on Protein Metabolism in Chromosomes of Non-Dividing Cells” (PDF). Journal of General Physiology. 38 (3): 415—424. PMC 2147482 . PMID 13221781. doi:10.1085/jgp.38.3.415.
- Daly, M.M.; Allfrey, V.G.; Mirsky, A.E. (20. 11. 1955). „Synthesis of Protein in the Pancreas. III. Uptake of Glycine-N15 by the Trypsinogen and Chymotrypsinogen of Mouse Pancreas” (PDF). Journal of General Physiology. 39 (2): 207—210. PMC 2147525 . PMID 13271721. doi:10.1085/jgp.39.2.207.
- Deming, Q.B.; Mosbach, E.H.; Bevans, M.; Daly, M.M.; Abell, L.L.; Martin, E.; Brun, L.M.; Halpern, E.; Kaplan, R. (1. 4. 1958). „Blood Pressure, Cholesterol Content of Serum and Tissues and Atherogenesis in the Rat” (PDF). The Journal of Experimental Medicine. 107 (4): 581—598. PMC 2136835 . PMID 13513919. doi:10.1084/jem.107.4.581.
- Daly, Marie M.; Gupride, E. Gambetta (1. 2. 1959). „The Respiration and Cytochrome Oxidase Activity of Rat Aorta in Experimental Hypertension” (PDF). Journal of Experimental Medicine. 109 (2): 187—195. PMC 2136939 . PMID 13620848. doi:10.1084/jem.109.2.187.
- Adel, Harold; Daly, Marie M.; Deming, Quentin B.; Brun, Lili; Raeff, Victoria (1962). „Effect of Hypertension on Cholesterol Synthesis in Rats” (PDF). Journal of Clinical Investigation (Papers Presented / Proceedings of the Fifty-Fourth Annual Meeting of the American Society for Clinical Investigation, April 30, 1962. 41 (6): 1340.
- Daly, M.M.; Deming, Q.B.; Raeff, V.M.; Brun, L.M. (октобар 1963). „Cholesterol Concentration and Cholesterol Synthesis in Aortas of Rats With Renal Hypertension” (PDF). Journal of Clinical Investigation. 42 (10): 1606—1612. PMC 289439 . PMID 14074354. doi:10.1172/JCI104845.
- Adel, H.N.; Deming, Q.B.; Daly, M.M.; Raeff, V.M.; Brun, L.M. (октобар 1965). „The Effect of Experimental Hypertension on Cholesterol Synthesis in the Rat”. Journal of Clinical and Laboratory Medicine. 66 (4): 571—581. PMID 5843085.
- Wolinsky, Harvey; Daly, Marie M. (новембар 1970). „A Method for the Isolation of Intima-Media Samples from Arteries”. Proceedings of the Society for Experimental Biology and Medicine. 135 (2): 364—368. PMID 4921030. doi:10.3181/00379727-135-35052.
- Daly, M.M. (мај 1971). „Biosynthesis of squalene and sterols by rat aorta”. Journal of Lipid Research. 12 (3): 367—375. PMID 5579265. doi:10.1016/S0022-2275(20)39518-3.
- Daly, Marie M. (септембар 1972). „Effects of Hypertension on the Lipid Composition of Rat Aortic Intima-Media”. Circulation Research. 31 (3): 410—416. PMID 5057020. doi:10.1161/01.res.31.3.410.
- Wolinsky, Harvey; Goldfischer, Sidney; Daly, Marie M.; Kasak, Lisa E.; Coltoff-Schiller, Bernice (април 1975). „Arterial Lysosomes and Connective Tissue in Primate Atherosclerosis and Hypertension”. Circulation Research. 36 (4): 553—561. PMID 1116247. doi:10.1161/01.res.36.4.553.
- Daly, M.M. (јануар 1976). „Effects of age and hypertension on utilization of glucose by rat aorta”. American Journal of Physiology. 230 (1): 30—33. PMID 1251907. doi:10.1152/ajplegacy.1976.230.1.30.
- Park, Sung Suh; Kikkawa, Yutaka; Goldring, Irene P.; Daly, Marie M.; Zelefsky, Melvin; Shim, Chang; Spierer, Morris; Morita, Toyohiko (1. 6. 1977). „An Animal Model of Cigarette Smoking in Beagle Dogs Correlative Evaluation of Effects on Pulmonary Function, Defense, and Morphology”. American Review of Respiratory Disease. 115 (6): 971—979. PMID 262108. doi:10.1164/arrd.1977.115.6.971 (неактивно 14. 5. 2025). Приступљено 8. 11. 2018.
- Daly, Marie M.; Seifter, Sam (август 1980). „Uptake of creatine by cultured cells”. Archives of Biochemistry and Biophysics. 203 (1): 317—324. PMID 7406503. doi:10.1016/0003-9861(80)90182-4.
- Daly, Marie M. (1. 2. 1985). „Guanidinoacetate methyltransferase activity in tissues and cultured cells”. Archives of Biochemistry and Biophysics. 236 (2): 576—584. PMID 3970526. doi:10.1016/0003-9861(85)90661-7.